# Kazimierz Gbyl
Kazimierz Gbyl (ur. 15 stycznia 1923 w Łodzi, zm. 9 czerwca 2008 w Krośnie) – polski piłkarz występujący na pozycji napastnika lub lewego łącznika. W trakcie kariery reprezentował kluby Widzew Łódź i Legie Krosno. Podczas II wojny światowej walczył w kampanii wrześniowej. Następnie był żołnierzem polskiego wojska na zachodzie.  Walczył w dywizji generała Stanisława Maczka. Został odznaczony Orderem Virtuti Militari. 